# 边界湾机场
边界湾机场（英語：Boundary Bay Airport）是加拿大西南部的一座规模不大的民用机场，位于边界湾北岸，靠近美加边界，边界湾机场西距加拿大不列颠哥伦比亚省三角洲地方行政区拉德纳区城区4.6千米，东南距温哥华15.7千米。 该机场的前身是名叫“加拿大军队拉德纳军用机场“（英文原名：Canadian Forces Station Ladner）的军用机场，改为民用机场后于1983年7月11日投入民用，主要用于通用航空（包括维保设施）、飞行员培训、飞机保管、空管培训。边界湾机场是加拿大的第5繁忙的机场，同时是最繁忙的通用航空机场。
2004年12月，边界湾机场开始由Alpha Aviation负责运营。2008年4月，Alpha Aviation开始拥有自有地面固定基地服务(FBO)；并成立Alpha Executive Air（加拿大的一家航空公司），开办了边界湾机场与加拿大维多利亚国际机场间的隔日定期航班。一些小型航空公司使用边界湾机场的维保服务。2010年，Alpha Executive Air关闭，依托边界湾机场的Boundary Bay Air Services - Vancouver FBO成立，经营项目包括通用航空服务等。
该机场被Nav Canada定为国际机场，并有加拿大边境服务局的工作人员驻场办公。加拿大边境服务局仅允许载客量不超过15人的小型飞机在该机场入境。

## 历史

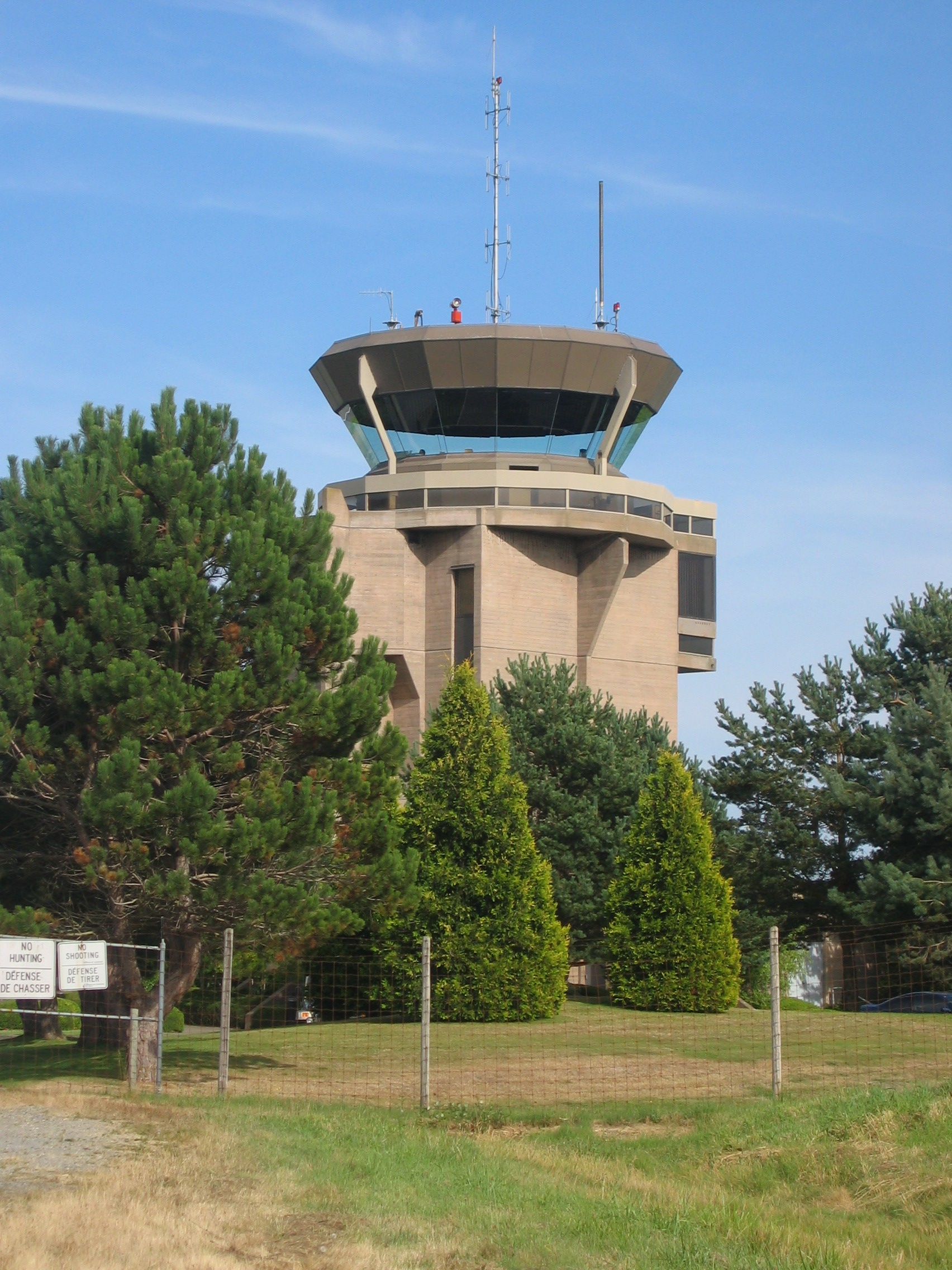
边界湾机场塔台

在边界湾机场的前身原军用机场关闭之初，该机场曾被拉德纳人用于野餐、展览和赛车活动。后来随着温哥华国际机场的发展，温哥华国际机场开始无法承担其通用航空流量。于是，加拿大交通部计划将边界湾机场恢复为通用航空机场，以降低温哥华国际机场的压力。1983年7月11日，边界湾机场重开，恢复了原先军用机场时期的3条跑道中的两条。另1条跑道及部分原停机坪改作它用（其中包括驾校）。
2004年12月1日，边界湾机场开始由Alpha Aviation根据与机场所有者Corporation of Delta间的协议负责运营。Alpha Aviation获得机场运营权后，其将驾校、赛车场等一切影响机场运营的单位全部清出机场区域，并整修了跑道和地面设施。.
后来，由Alpha Aviation和不列颠哥伦比亚省政府共同出资延长了07/25跑道，以改善喷气式飞机起降能力。这次改造使得边界湾机场成为温哥华国际机场的主要备降机场。
机场的新机库现已投入使用。旧机库被列为文物古迹，并继续作为对外出租的机库。
2008年1月，边界湾机场最大的租客CHC直升机航空公司（CHC Helicopter）下属的Heli-One开始使用新维保设施。其中一个机库面积达到23000平方米。该机场维保设施的其他用户包括Canada West Avionics、Halcyon Aviation、 R & Z Avionics和Safari Express Aircraft Maintenance。
2010年2月，Alpha Aviation开放了新航站楼，同时关闭了滑行道C。Alpha Aviation提供了用于通用航空的新维保设施。这些新设施将极大的改善该机场的支线航空保障能力。
2011年，Corporation of Delta将与Alpha Aviation之间的合约延期至2099年。

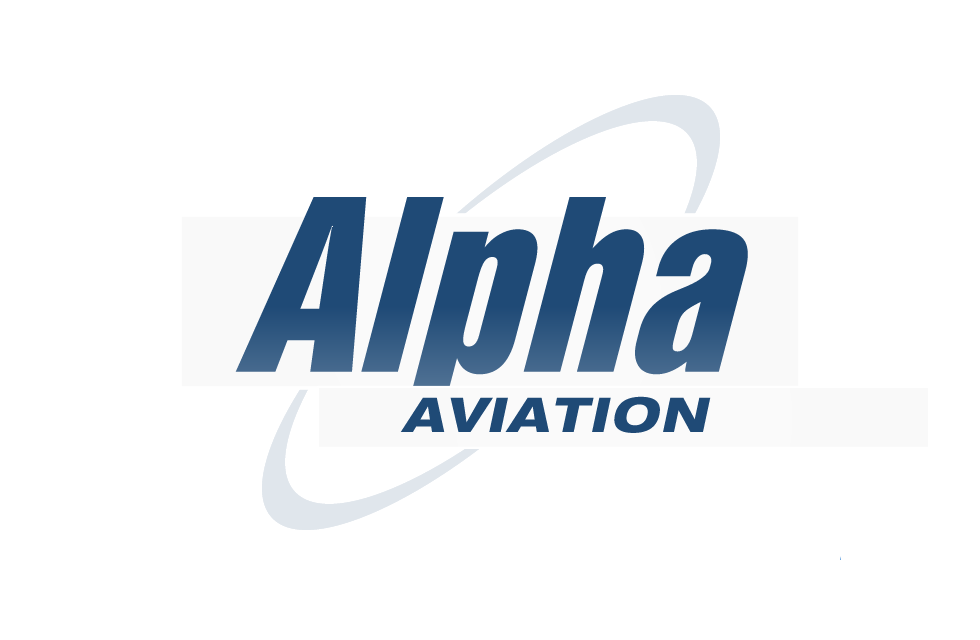
Alpha Aviation的标识

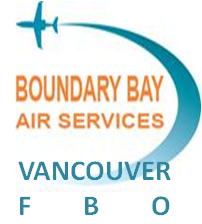
Boundary Bay Air Services（中文译名：边界湾机场航空服务）的标识

## 航空公司和目的地
| 航空公司           | 目的地                     |
| ------------------ | -------------------------- |
| Island Express Air | 阿伯茨福德、Qualicum Beach |

## 地面固定基地运营商(FBO)
截至2014年6月，边界湾机场只有一家地面固定基地运营商：
- Boundary Bay Air Services（中文译名：边界湾机场航空服务）[3]

## 飞行员培训
以下几个单位在该机场内进行飞行员培训工作：
- 加拿大飞行中心（Canadian Flight Centre）[4]
- 国际飞行训练学院（International Flight Centre）
- 太平洋飞行俱乐部（Pacific Flying Club）[5]
- 太平洋专业飞行中心（Pacific Professional Flight Centre）
- 海陆飞行训练中心（Sea Land Air Flight Training Centre）[6]

## 航油服务
边界湾机场由Alpha Aviation提供航油服务，销售Epic Aviation LLC品牌的航油。包括航空汽油、航空煤油和燃油系统防冰剂（Fuel System Icing Inhibitor）。

## 扩展阅读
- 边界湾
- 温哥华国际机场
- 通用航空